# Sint-Filippuskerk (Philippeville)

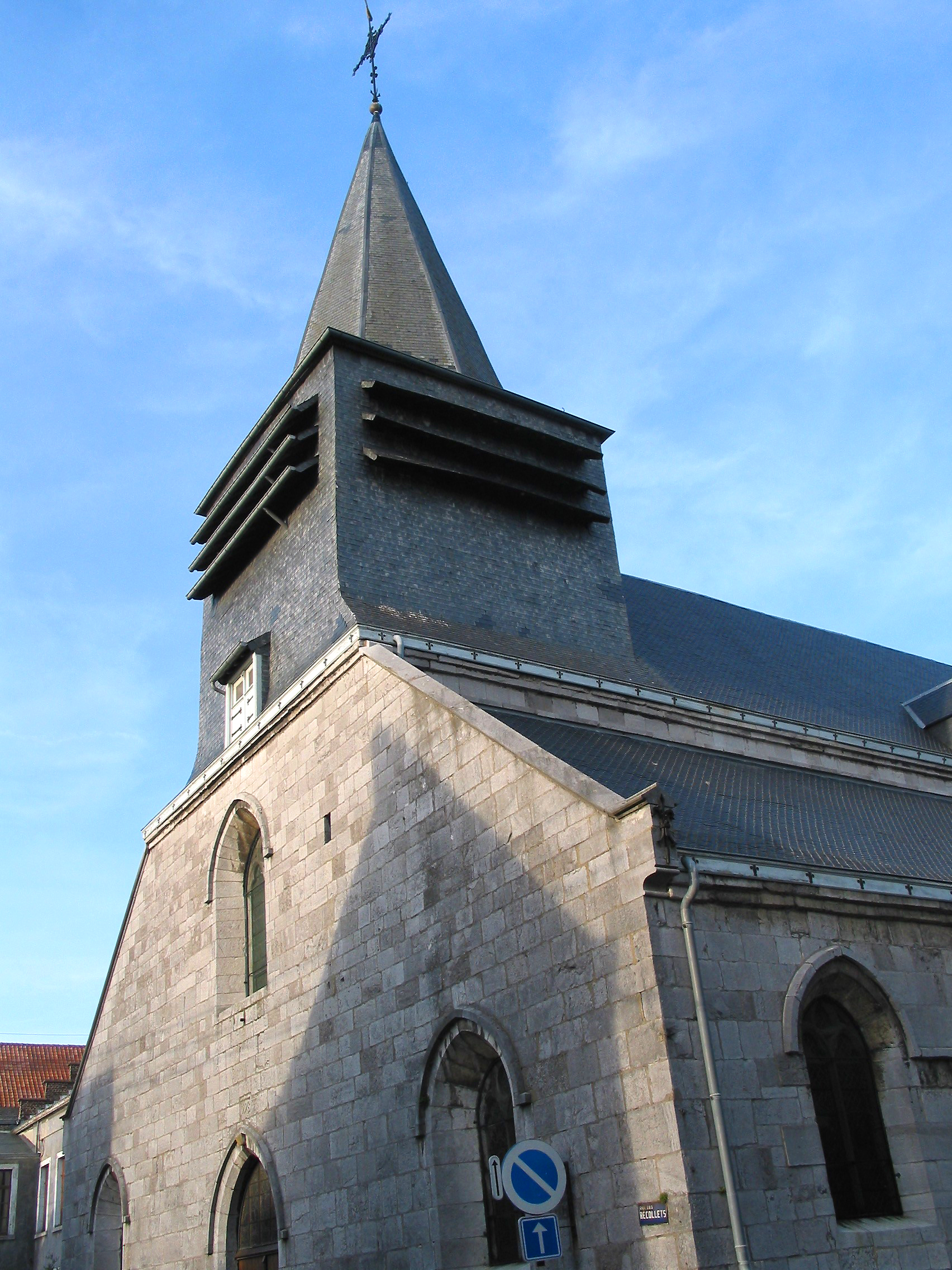
Klokkentoren

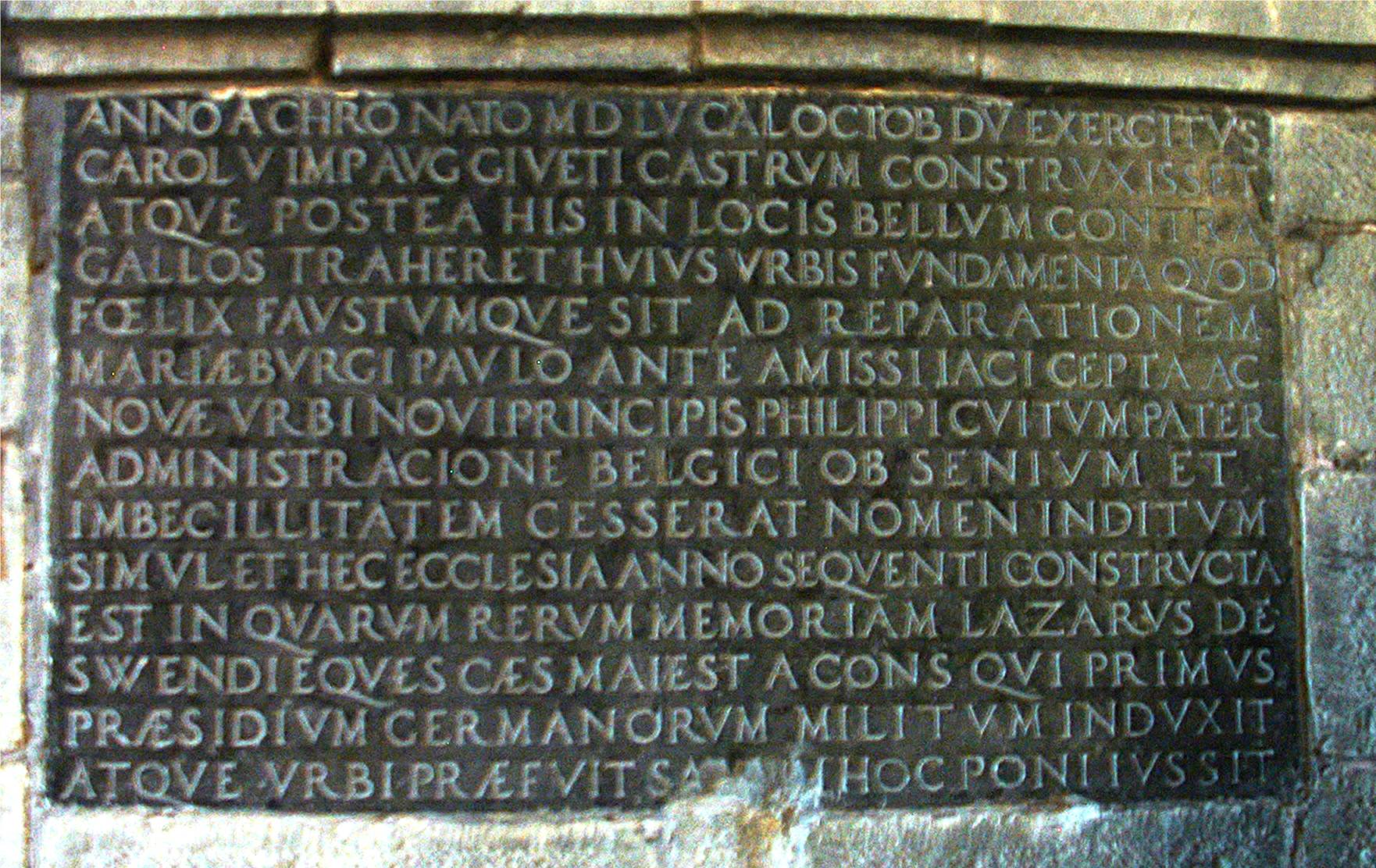
Gedenksteen

De Sint-Filippuskerk (Frans: Église Saint-Philippe) is een rooms-katholieke kerk gelegen aan de Rue des Récollets in het Henegouwse Philippeville in België. Het is het enige bouwwerk van Philippeville dat bewaard is uit de tijd dat het vestingstadje tot de Spaanse Nederlanden behoorde.

## Geschiedenis
Philippeville was onderdeel van een reeks anti-Franse forten gebouwd tijdens de Italiaanse Oorlog op last van keizer Karel V. De uitvoering liet hij over aan Willem van Oranje, opperbevelhebber van het Maasleger, die zich liet bijstaan door de ervaren Lazarus von Schwendi. Samen bepaalden ze wellicht ook de locatie van de kerk, niet aan de centrale Place d'Armes maar in een zijstraat. Volgens Dom Martinique de Remouchamps, provisor van de benedictijnenabdij van Florennes, lieten ze hiertoe de kerk van het naburige Vodecée demonteren en verplaatsen. Als patrocinium koos Oranje voor Filippus, naar de kersverse landsheer Filips van Spanje. De werken begonnen in 1556 onder Lazarus von Schwendi. De klokkentoren werd bewust laag gehouden om niet als mikpunt te kunnen dienen.
Door de veroveringsoorlogen van de Zonnekoning moest Philippeville in 1659 aan Frankrijk worden afgestaan in uitvoering van het Verdrag van de Pyreneeën. De stad werd grondig herbouwd, met uitzondering van de kerk. Het interieur kreeg een classicistische transformatie naar ontwerp van Jean-Baptiste Chermanne (1750-1761). Deze werd in 1906 weer verwijderd bij een restauratie door L. Lange. In 1936 werd de Sint-Filippuskerk beschermd als monument.

## Beschrijving
De kalkstenen kerk is driebeukig en telt vijf traveeën. Voorbij het pseudotransept volgt een lager koor. De bouwstijl is gotisch met in het interieur neoromaanse elementen. Het jaartal 1598 boven het portaal verwijst waarschijnlijk naar een verbouwing. In de vloer en in de muren zijn 34 grafstenen van Franse militairen ingemetseld. Onder de religieuze kunst is een 17e-eeuwse Verschijning van de Maagd aan Bernardus van Siena, toegeschreven aan Gaspar de Crayer. De glas-in-loodramen zijn het werk van Camille Ganton. Op de vierkante pijlers waarop de klokkentoren rust zijn twee koperplaten met Neolatijnse inscripties aangebracht, die het verhaal van de stichting vertellen.

## Voetnoten
1. ↑  René van Stipriaan, De Zwijger. Het leven van Willem van Oranje, 2021, p. 111
2. ↑  Xavier Carton de Wiart, La jeunesse du Taciturne, 1533-1559, 1945, p. 58